# Magny (Eure-et-Loir)
Magny is een gemeente in het Franse departement Eure-et-Loir (regio Centre-Val de Loire) en telt 517 inwoners (1999). De plaats maakt deel uit van het arrondissement Chartres.

## Geografie
De oppervlakte van Magny bedraagt 13,1 km², de bevolkingsdichtheid is 39,5 inwoners per km².

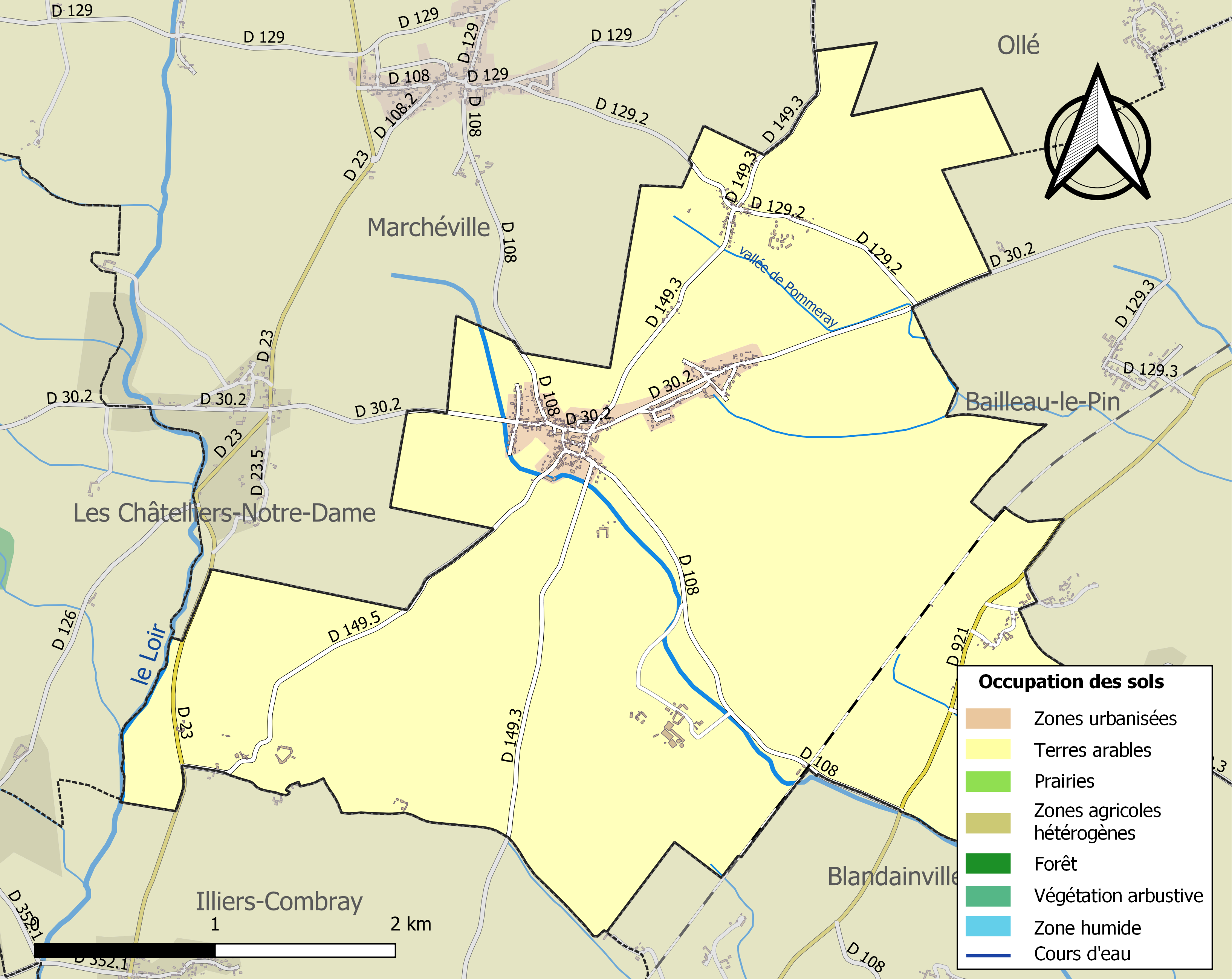
Kaart van de gemeente met de belangrijkste infrastructuur, bodemgebruik en omliggende gemeenten

## Verkeer
In de gemeente ligt het spoorwegstation Magny-Blandainville

## Demografie
Onderstaande figuur toont het verloop van het inwonertal (bron: INSEE-tellingen).